# Triệu Thị Trinh
Triệu Thị Trinh (Chữ nho: 趙氏貞), née le 8 novembre 226 et morte le 6 avril 248, est une vietnamienne ayant dirigé un mouvement de résistance contre la dynastie chinoise des Wu. Bien qu'on ne connaisse pas son vrai nom, celui de Triệu Thị Trinh reste commun. Elle est également connue sous les noms de Triệu Ẩu (趙嫗) ou Bà Triệu (婆趙, Dame Triệu).
Dans sa citation la plus célèbre, elle déclare : « Je souhaite dompter les tempêtes, tuer les orques au large, chasser les envahisseurs, reconquérir le pays, défaire les liens du servage, et ne jamais courber l'échine pour devenir la concubine d'un homme, quel qu'il soit »,.
La révolte de Dame Triệu est souvent considérée dans l'histoire de la nation vietnamienne comme l'un des nombreux chapitres constituant une « longue lutte pour l'indépendance et la fin de l'occupation étrangère ». Elle est souvent décrite comme la « Jeanne d'Arc vietnamienne »,.

## Contexte
En 226, Sun Quan, alors roi wu, envoie 3 000 troupes afin de raffermir la domination chinoise sur la région de Jiaozhi et d'éradiquer la famille de Shi Xie, ancien administrateur de la province. L'armée de Sun Quan captura et décapita Shi Hui, fils de Shi Xie, et l'entièreté de sa famille. Finalement, l'armée massacra environ dix mille personnes en plus de la famille de Shi Xie. Sun Quan divisa la province de Jiaozhi en deux provinces distinctes : Jiaozhou et Guangzhou. En 231, les autorités chinoises envoient à nouveau un général dans la région afin « d'exterminer et de pacifier les tribus barbares yue ».

## Biographie

### Enfance
Triệu Thị Trinh est née le 2 octobre 226 dans la commanderie de Jiuzhen, dans l'ancienne province chinoise de Jiaozhou, soit aujourd'hui dans le village de Quan Yên dans le district de Yên Định, province de Thanh Hóa. 
Dès son plus jeune âge, elle est connue pour son fort caractère. Quand son père l'interroge sur ses ambitions futures, elle déclare, malgré son jeune âge : « Quand je serai grande, j'irai à la guerre comme Trưng Trắc et Trưng Nhị ». Elle perd ses parents alors qu'elle est encore une enfant. Elle est amenée à vivre avec son frère Triệu Quốc Đạt, un haut responsable militaire, et sa femme jusqu'à ses vingt ans, où elle est - dit-on - traitée comme une esclave. En grandissant, elle s'avère douée pour les arts martiaux. 

### Révolte
À vingt ans, Triệu Thị Trinh assassine sa belle-sœur, qui la maltraitait. Elle s'enfuit dans une montagne avoisinante où, à l'aide de bouche à oreille, elle réunit une armée de mille hommes afin de lutter contre l'occupant chinois. Son frère, qui en a entendu parler, essaie de lui faire changer d'avis. Elle lui aurait alors répondu : 

« Je veux seulement chevaucher le vent et arpenter les vagues, chasser les immenses baleines de la mer orientale, nettoyer les frontières et sauver le peuple de la noyade. Pourquoi devrais-je imiter les autres, baisser ma tête, courber l'échine et être une esclave ? Pourquoi me résigner à de serviles travaux domestiques ? »

Au début de 248, en réponse à l'oppression des Wu et la misère de la région, le frère de Triệu Thị Trinh se révolte contre les autorités chinoises. Elle joignit ses troupes à celles de son frère, qui la nommèrent meneuse pour sa bravoure. Elle part se battre avec une tunique jaune en chevauchant un éléphant de guerre, ce qui lui vaut le nom de « Dame générale à la robe dorée » (Nhụy Kiều Tướng quân), qu'elle se donna elle-même.
Depuis deux campements improvisés dans les montagnes de Yên Định et de Nua, conjointement avec son frère, elle mena des troupes pour capturer le district de Tư Phốm situé à la confluence du fleuve Ma et de la rivière Chu. Après cet épisode, son frère mourut de maladie. Elle mène ses troupes au nord de l'actuelle Thanh Hóa, dans une région appelée Bồ Điền, afin de fortifier le littoral et ainsi empêcher un éventuel débarquement par la mer. Pour cette raison, la tradition vietnamienne raconte que l'ennemi l'appelait ironiquement la « Reine de la mer » (Lệ Hải Bà Vương).
À 21 ans, Triệu Thị Trinh a battu trente fois les Wu et a réussi à libérer une région du Nord Viêt Nam, qu'elle revendique comme son propre territoire.

### Défaite
En 248, le roi Sun Quan, qui apprend que la révolte prend de l'ampleur, envoie sur place Lu Yin, un haut dignitaire impérial, parent du stratège Lu Xun, en qualité d'inspecteur. Lu Yin, accompagné de huit mille troupes, fait usage de corruption sur les autorités locales afin de réprimer, diviser et affaiblir les forces insurgées. Ainsi, les troupes de Triệu Thị Trinh, stationnées à Bồ Điền, sont assiégées mais résistent tout de même pendant deux mois. Les Wu réussissent finalement à battre l'armée de Thị Trinh et à reprendre possession du territoire qu'ils avaient perdu après de six mois de conflit. Le manque de troupes se faisant de plus en plus grand, elle fut défaite. 
Finalement, Triệu Thị Trinh fuit à Bồ Điền et se suicide par noyade le 6 avril 248. Une autre version de son suicide affirme qu'elle se laisse piétiner par ses éléphants. Après avoir retrouvé son corps, des soldats fidèles à Thị Trinh lui auraient construit une tombe au sommet des montagnes où la rébellion s'amorce. 
Le Viêt Nam continue à être dominé par les Wu jusqu'à l'avènement de la dynastie Jin. 

## Postérité
L'empereur vietnamien Lý Nam Đế, fondateur de la dynastie Lý, loue Triệu Thị Trinh., la qualifie de brave et loyale et lui donne le titre de « Dame la plus noble, héroïque et chaste » (Bật chính anh hùng tài trinh nhất phu nhân). Il ordonne la construction d'un temple en son nom, qui se trouve dans la commune de Phú Điền, dans la province de Thanh Hóa. Un grand festival a lieu au temple de Bà Triệu au début d'avril.

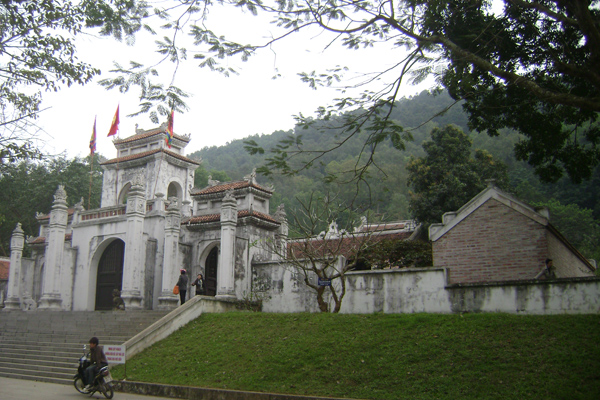
Entrée du temple de Bà Triệu.

Le souvenir de Triệu Thị Trinh reste vivace au Viêt Nam. De nombreuses rues portent son nom dans le pays. Une fête nationale lui est aussi dédiée. 
Pour certains historiens, l’histoire de Triệu Thị Trinh, comme celle des sœurs Trung, est la preuve de l’existence d’une société vietnamienne pré-chinoise fondée sur un pouvoir matriarcal.

## Controverse
Une controverse existe quant à l'existence réelle de Triệu Thị Trinh. Elle n'est en effet mentionnée dans aucun registre vietnamien de l'époque et n'apparaît pas non plus dans les registres chinois. Cependant, la plus ancienne mention de cette dernière se trouve dans le Jiaozhou Ji (交州记), écrit sous la dynastie Jin et mentionné dans le Taiping Yulan.
Si la plupart des sources datent de la dynastie Ming, le San guo Zhi, un récit historique de la période des Trois Royaumes, mentionne tout de même une rébellion dans les commanderies de Jiaozhi et de Jiuzhen. 

## Culture populaire
Elle apparait comme dirigeante du Vietnam dans le pass New Frontier du jeu vidéo Civilization VI.